# 到宅沐浴車服務
到宅沐浴車服務，是以專用車輛，並配合專業人員，到家中替失能者進行全身性的洗澡服務。

## 沿革
到宅沐浴車源自日本到宅沐浴，從1970年至今在日本實行約有46年之久。沐浴車上配置有組合式浴缸、瓦斯桶、熱水器跟蓄水池等；浴沐車是將設備搬到家中使用，不是在車上沐浴；即以車上的配備提供到府沐浴服務。
到宅沐浴車服務時會搭配專業護理師1人、照顧服務員1人、操作員1人共三人，使用空間部份只需1坪半的空間、服務時間約1小時。

## 到宅沐浴車服務的優點
失能者無法沐浴長久下來導致身體產生異味，影響生活品質，到宅沐浴車提供失能者到宅沐浴服務，能替失能者洗澡，使失能者好入睡，讓失能者享有尊嚴。日本已證實沐浴服務可以解決長期臥床之失能者的褥瘡、皮膚病、新陳代謝方面疾病及生理健康問題。

## 日本到宅沐浴車服務
到宅沐浴服務源自日本的泡湯文化，是日本獨有的社會保險給付項目，從1976年發展至今約42年。
日本泡湯文化盛行，但失能者無法自理，於是日本發展「訪問入浴」（台灣稱「到宅沐浴」），到目前為至已是高齡照護產業重要的一環。到宅沐浴在日本已是成熟產業，有4大株式會社各自研發沐浴機設施、教科書、操作技術，基本內容都有沐浴倫理、移位技巧、各樣重症患者不同的沐浴方式、沐浴對失能者身心的益處影響等。

## 台灣到宅沐浴車服務
據估計，2013年台灣長期臥床失能的人至少有20萬以上。這些失能者，除了上下樓梯外，最困難的就是「洗澡」，其中約45％的人在洗澡方面有困難。為滿足失能者的沐浴需求，及提升家庭生活品質，台灣多數縣市已有到宅沐浴服務，服務的對象有罕病臥床、癌末、植物人、小兒麻痺、中風、重度身心障礙等中重度失能、無法自理的床長輩。隨著失能人口比率逐年攀升，到宅沐浴服務顯得重要，不僅能為失能者洗個舒服的澡，也為照顧者提供一個支持的力量。為長者提供服務時需為長輩進行專業評估，過程中，操作人員重視沐浴者的感受，並維護其尊嚴。台灣許多慈善團體陸續提供到宅沐浴的服務。

### 台灣第一輛到宅沐浴車
台灣第一部到宅沐浴車，是由天主教中華聖母社會福利基金會執行長黎世宏於2008年從日本引進。黎世宏向台灣內政部申請第一屆公益彩券回饋金計劃，拿到150萬台幣購置硬體，及在熱心人士捐助下開始做車體改造，但是台灣技術無法克服。黎世宏接著進口日本沐浴車，首先克服法令，隨後天主教中華聖母社會福利基金會籌募40萬台幣，聘請日本入浴研修老師，至台灣指導沐浴技術。從2008年至2018年台灣約有40台到宅沐浴車可提供服務。目前台灣沐浴車大部份是白色，其中金門的是粉紅色。
台灣第一個到宅沐浴服務
2008年由天主教中華聖母基金會從日本引進台灣第一座到宅沐浴車設備及技術後，開啟了台灣到宅沐浴的服務，許多長久無法沐浴的失能者，終於有了洗澡的機會。同時天主教中華聖母基金會成立全台第一座沐浴教室及「台灣沐浴協會」並技術傳承，協助培育其他縣市沐浴車，透過這些培訓出的種子，將這項沐浴服務帶回到各縣市，推廣給全台更多需要的失能、臥床或行動不便的朋友，十多年的努力至今全台已有70多輛沐浴車，期能讓全台失能者都能享有沐浴尊嚴。

### 台灣到宅沐浴車打造廠
台灣福祉
台灣福祉在復康巴士及到宅沐浴車相關領域為市佔率第一之優良企業！代理全球第一大品牌BRAUN百齡牌，產品為福祉車、輪椅升降機、輪椅升降機安全配備、車頂輪椅收納機、輪椅斜坡板、汽車轉向座椅等；並自行研發設計到宅沐浴車、消毒乾燥車、巡迴診療車及殺菌機等；無障礙空間改善設備有樓梯升降機、樓梯升降椅、輪椅升降機等，亦經營車輛租賃及各種客製化服務需求。
也是台灣第一台復康巴士之進口代理商，在設計、改裝、維修身障者代步工具上，累積30多年之經驗。為提供銀髮族及身障者提供更豐富的服務內容。

## 外部連結
- 台灣第一台「失能老人到宅沐浴車」(台湾の訪問入浴) （页面存档备份，存于） 天主教中華聖母社會福利基金會[2011-7-1]
- 全省行動沐浴(到宅洗澡)大整理翻轉醫療
- 到宅沐浴車 （页面存档备份，存于）屏東縣長期照護管理中心
- 澎湖第一台行動到宅沐浴車　正式啟用 （页面存档备份，存于）今日新聞 鄧至傑[2017-10-03]
- SPA到您家　行動沐浴服務車 （页面存档备份，存于）台東基督教醫院
- 台日福祉為「到宅沐浴車」專業製造商 市佔率第一 （页面存档备份，存于）台日福祉有限公司
- 台灣福祉為長照車輛專業製造商 市佔率第一 （页面存档备份，存于）台灣福祉科技有限公司